# Lijst van spelers van Club Deportivo Quevedo
Deze lijst omvat voetballers die bij de Ecuadoraanse voetbalclub Club Deportivo Quevedo spelen of gespeeld hebben. De namen zijn alfabetisch gerangschikt.

## A
- Israel Álvarez
- Pablo Amaya
- Gilbert Angulo
- Pablo Arévalo
- Junior Ayovi

## B
- Fabricio Bagui
- Jhose Bermudes
- Jorge Bermúdez
- Diego Betancourt
- Leonardo Borja
- Robert Burbano

## C
- Javier Cabezas
- Jaime Caicedo
- Geovanny Camacho
- Reiner Canga
- Héctor Carabalí
- Bryan Carranza
- Germán Casas
- Claudio Castillo
- Carlos Castro
- Rómulo Castro
- Edwin Chalar
- Kevin Cherrez
- Jaime Chila
- Osvaldo Cohener
- Jaime Coime
- Julio Colman
- Kleber Corozo
- Marvin Corozo
- David Cortés
- José Córtez
- José Luis Cortéz
- Manuel Cotera

## D
- Fulvio Duarte

## E
- Luis Espínola
- Esteban Espinosa
- Juan Esterilla
- Jose Estrada

## F
- Francisco Ferreira

## G
- Germán Gamarra
- Carlos García
- David García
- Jhon García
- Leonardo Garcia
- Juan Godoy

## H
- Cristian Hermosilla
- Edwin Hurtado

## I
- Walter Iza

## J
- Andrés Justicia

## L
- Jorge Ladines
- Háminton Larriva
- Leandro Lemos

## M
- Luis Macías
- Willer Marret
- David Mathieu
- Orfilio Mercado
- Richard Mercado
- Miguel Mesias
- Ricardo Mesías
- Víctor Mina
- Javier Molina
- Darwin Moposita
- Jose Mora
- Jackson Mosquera

## O
- Danis Ocles
- Cristian Ojeda

## P
- Armando Paredes
- Derlis Paredes
- Alejandro Peralta
- Gene Pico
- Jorge Pinos
- Jefferson Pinto

## Q
- Raúl Quijije
- Christian Quiñónez
- Franklin Quiñónez
- Gilbert Quiñónez
- Orlando Quinonez
- Patricio Quiñónez
- Robin Quinto
- Boris Quiroz

## R
- José Ramírez
- Rohan Ricketts
- Roberto Riofrío
- Maximo Rivera
- Félix Rodríguez

## S
- Sergio Sánchez
- Marco Segura
- Miguel Segura

## T
- Luis Tenorio
- Jonathan Troya

## V
- Christian Valencia
- Modesto Valencia
- Tito Valencia
- César Velaña
- Adrián Vera
- Nicolás Vigneri
- David Vilela
- Edwin Villafuerte

## Z
- Walter Zea
- Wilmer Zumba